# Oriol Soler
Oriol Soler Castanys (Ripollet, Barcelona, 1969) es un empresario español.

## Biografía
Nacido en 1969 en Ripollet, en el área metropolitana de Barcelona, Oriol Soler es el director general Abacus.

## Trayectoria
Oriol Soler fundó en 2003 el grupo cooperativo SOM, antes llamado Grup Cultura 03, del que fue director general hasta 2008. Le sustituyó Anna Xicoy.
En 2016, Grup Cultura 03 pasó a llamarse SOM. Forman parte de SOM cinco cooperativas, todas ellas relacionadas con la industria cultural y los medios de comunicación: Som Ara Llibres, editorial; Som Sàpiens Publicacions, editora de las publicaciones Sàpiens, Cuina, Descobrir, Petit Sàpiens, Experiències y Receptes by Cuina; Som Batabat, productora audiovisual; Som Contrapunt, editora de prensa gratuita y digital, y Som Nova2003, que presta servicios a empresas.
En 2018 asume el cargo de director general de SOM.conduciendo el grupo hasta la fusión con Abacus cooperativa

### Diario Ara
Participó en la creación del diario Ara, proyecto editorial en lengua catalana. En esa sociedad fue consejero delegado y presidente hasta junio de 2012, en que lo sustituyó Ferran Rodés.
También es miembro del consejo rector del grupo cooperativo Grup Clade . Fue fundador y primer presidente de la Fundació Escacc (Espai Català de Cultura i Comunicació) y ha sido impulsor –con Salvador Cardús– del Barómetro de la Comunicación y la Cultura catalana. Fue el director de la campaña Ara és l'hora en la consulta del 9 de noviembre de 2014, impulsada por las asociaciones Asamblea Nacional Catalana y Òmnium Cultural. También fue codirector de la campaña de Junts pel Sí en la campaña de las elecciones autonómicas catalanas del 27 de septiembre de 2015.